# Anse Haydn

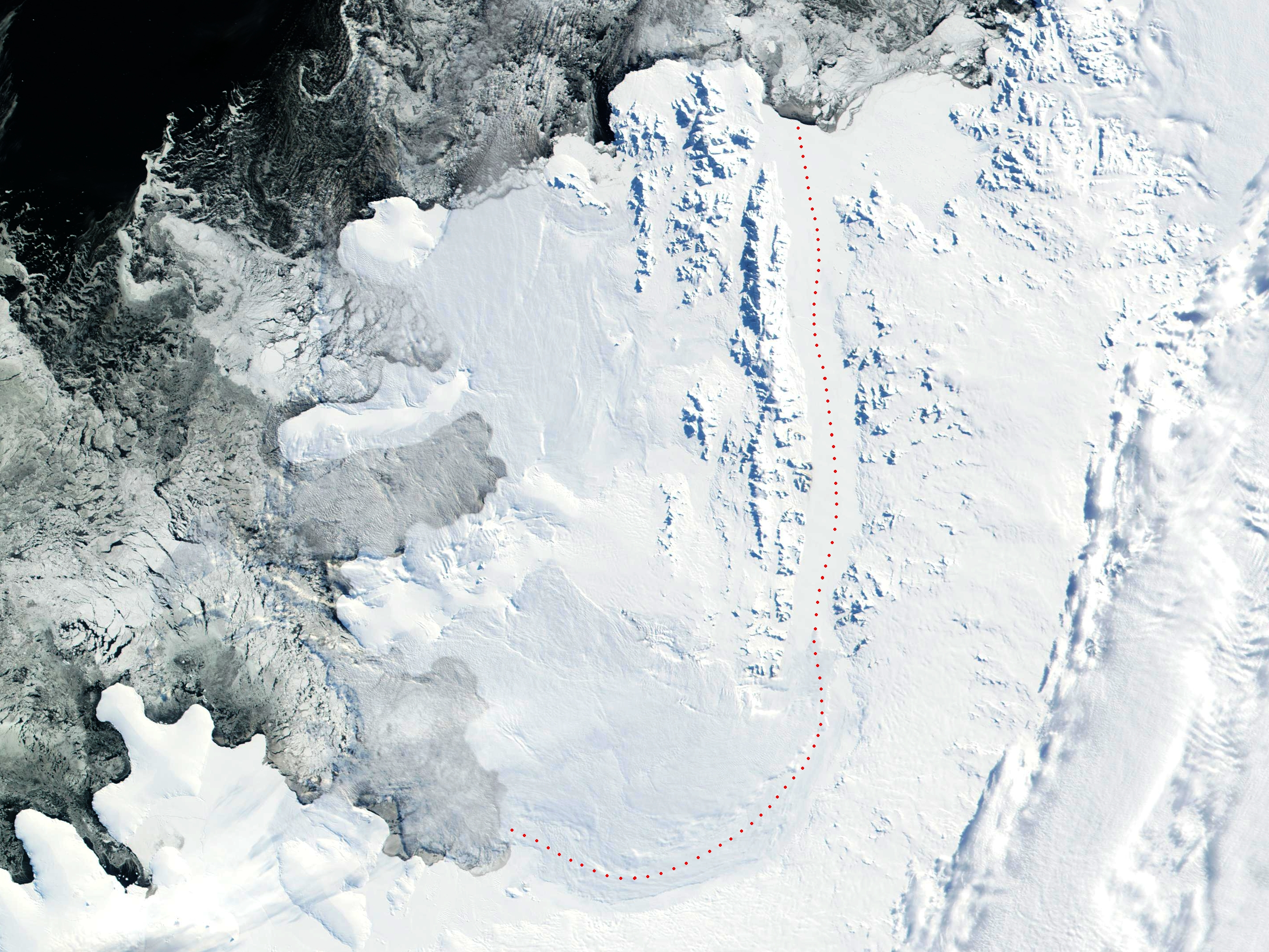
Île Alexandre-Ier (au nord-ouest des pointillés rouge).

L'anse Haydn (en anglais Haydn Inlet) est une petite baie de glace, longue de 27 km et large de 12 km, s'étendant sur la côte ouest de l'Île Alexandre-Ier, située entre le piémont du glacier Mozart (en) et le piémont du glacier Haendel (en).
Elle a été cartographiée pour la première fois par le United States Antarctic Program, entre 1939 et 1941, puis des photos aériennes ont été prises par l'Expédition Ronne en 1947–1948, puis encore par D. Searle du Falkland Islands Dependencies Survey en 1960. Elle a été nommée par le UK Antarctic Place-Names Committee en hommage au compositeur autrichien Joseph Haydn.